# Frexes
Les Frexes, Fericesen tamazight, alphabet tifinagh : ⵉⴼⵔⵉⴽⵙⵉⵢⴻⵏ, alphabet latin : Ifriksiyen au pluriel, Afriksi au singulier, signifiant "Afri-cains", cette ancienne tribu berbère de l'Antiquité était localisée en Byzacène occidentale et en Numidie orientale. Elle est potentiellement associée aux Fraxinenses (Aït Fraoussen) de Numidie et de Maurétanie même si cela n'est qu'un rapprochement dû au nom se rapprochant un peu de celui des Frexes qui dément tout autres rapprochement. Par son alliance avec une autre tribu, les Naffurs, elle forma une confédération politico-militaire désignée aujourd'hui comme le "Royaume de la Dorsale". Ce royaume, brièvement indépendant et hostile aux Vandales, fut par la suite fédéré et alliés à l'Empire Byzantin par un traité de foedus avant de redevenir un ennemi redoutable. Elle devint une entité si puissante qu'il exerça une autorité morale sur plusieurs tribus à travers toute l'Afrique du Nord.
Ce royaume regroupait des tribus depuis la Marmarique, en Égypte, jusqu'à la Maurétanie, situé entre l'Algérie et le Maroc, en passant par les peuples de Byzacène dont le peuple qui régna les Frexes. Cette entité contrôla l'ensemble de la Byzacène et établit une suprématie temporaire sur les territoires de l’Afrique romaine, avant de retourner à son statut initial. La tribu vivait principalement dans les régions montagneuses de l’ouest de la dorsale, au sud-ouest de la Byzacène, entre Thala et Feriana. Elle était entourée des villes romaines d’Ammaedera (Haïdra), Theveste (Tebessa), Thelepte (Fériana), Cilium (Kasserine), Mactar (Makhtar) et Sufetula (Sbeïtla), ce qui délimitait probablement son territoire entre la vallée ou se situe les villes antique de Menegesem (Henchir Bou Rhanem près de Foussana) et Menegere (Henchir Bou Taba) et les montagnes environnantes ainsi que au sud les territoires des hautes steppes a l'ouest de l'axe routier Thelepte-Capsa sur le même térritoire que les Fraichiches considérés pour plusieurs raisons en conjoncture de l'époque moderne et l'époque contemporaine.
Sous le règne d’Antalas, cette confédération s'étendit à toute la Byzacène (Tunisie central) et au delà grâce à des manœuvres politico-militaires, notamment par des alliances avec Guntharic, dux de la Numidie romaine. Ils contrôlèrent même Hadrumète (Sousse appelé Justianopolis a l'époque d'Antalas), capitale provinciale de la Byzacène, et menacèrent Carthage, capitale de la préfecture d'Afrique proconsulaire, lors d'une contre-attaque après les batailles de Cillium (Kasserine, 544) et de Marta (547), la dernière résultant à la retraite de Jean Troglita à Laribus forçant celui-ci a chercher le concours d'autres tribus Berbères.

## Histoire
La tribu des Frexes est connue grâce au poète romain Corippe (qui les accuse de tous les malheurs des romano-africains avec Guenfan et Antalas) dans l’œuvre Johannides où elle est désignée comme de braves guerriers,. Quand a Procope et Jordanès ils ne mentionnent leurs nom que comme les tribus de Byzacène liées à Antalas et son commandement. Corippe également ne mentionne pas les Frexes comme une "humilis gens" (nation humble que certains traduisent soumise ou faible) mais bien comme une "fortis gens" (nation forte), d'hommes durs, fiers et courageux ainsi qu'impétueux dans la mêlée des combats, signifiant qu'ils combattent à haute intensité. Ainsi Corippe entre en contradiction avec les dires de certains historiens, mais aussi sur le plan de l'origine des Frexes décrits mot pour mot par Corippe comme des membres de la famille d'Antalas du même sang que lui, "consanguineis" (terme semblable de consanguinité, personnes de même sang traduit pour une pluralité de termes associés à la famille, aux parents, ou proches) et donc ne sont pas signalés comme des étrangers à Antalas qui a succédé le commandement de son père Guenfan,,.
Les Frexes se situaient dans les régions montagneuses correspondants aux exploits d'Antalas, contenant les points culminants de la Dorsale Tunisienne et de la Tunisie tout entière, ils vivaient dans la vallée allant entre le Djebel Bireno dans la région de Foussana et Thala au sud de Haïdra antique Ammaedara (qui fut créé pour surveiller les Musulames et le leader rebelle Tacfarinas dans la région) ainsi que le Djebel Chambi (au centre du pays Fraichiche) et Djebel Semmama dans la région du nord et de l'ouest de la ville de Kasserine antique Cilium d'après la carte n°9 de Charles Monchicourt situe les Frexes précisément dans cette région ainsi que près de Tebessa antique Theveste et rejoint par Yves Modéran qui localise les Frexes entre Gafsa et Tebessa région ayant une ancienne route romaine faisant lien des deux villes puis la route Tebessa-Carthage avait lié la capitale de l'Afrique pro-consulaire et cette route fut empruntée par Solomon pour intercepté les Frexes et Laguatans près de Theveste préparant des forces de leurs tribus et de nombreuses autres affiliés à eux pour des représailles contre les Byzantins,,,.
Il est également décrit par Philip Von Rummel que beaucoup d'érudits identifient les Frexes dans la région Fraichiche, et personne parmi ceux qui étudient le sujet n'entre en contradiction avec ça, les localisant notamment auprès Thelepte près de Fériana et les territoires montagneux liés au Djebel Chambi sur la route Theveste-Capsa (Tebessa-Carthage) et l'axe Thelepte-Capsa qui fut une région occupée et gouvernée par les tribus Fraichiches et leurs caïds mais en plus pour la partie algérienne de celle-ci également occupée, gouvernée et puis enfin réclamée quand les Fraichiches qui en furent dépossédés de la liberté de mouvement en tant que tribu semi-nomade par les autorités françaises en Algérie.
Au début du VIe siècle, la tribu est dirigée par Guenfan le roi des Frexes et maître de l'alliance avec les Naffurs fondant vers 510 l'entité appelée "Royaume de la Dorsale" notamment par Christian Courtois positionnant sa capitale à Thala qui deviendra plus tard la capitale du caïdat des Fraichiches, et il est même qualifié de Prince des Maures prouvant peut-être ainsi pourquoi les Frexes "Ferices" avaient le leadership sur les autres Berbères parmi les récits rapportés des anciens auteurs romains Corippe et Procope. Ils sont considérés comme la tribu berbère la plus importante et l'une des plus anciennes, qui donnera son nom au continent l'Afrique et à son peuple les Africains, aux côtés des Mazices ceux qui donneront leur nom au peuple Amazigh (Berbère, comme eux-mêmes se nomment) ou Imazighen au pluriel. Plus tard, son fils Antalas lui succède en tant que roi et deviendra celui dénommé "Princeps Maurorum" ou Prince mais aussi Chef Suprême ou le plus éminent même le "Premier" du peuple des Maures. À l'époque c'était le titre qui servait à désigner même la qualité d'un empereur (tel que Justinien Princeps Civitas Romanum, Prince des civiles ou peuple romain) qui aura l'allégeance de tribus qui le rejoindront en Byzacène à travers toute l'Afrique du Nord durant la guerre mauro-vandale et mauro-byzantine, les plus loin étant de la région de Marmarique jusqu'en Maurétanie tout entière qui se conjura sous ses ordres,, en Byzacène dans une "ligue barbare" composée d'une coalition de contingents armés berbères dont il a le commandement suprême. Il sera également parfois nommé "Roi des Maures",,.
En 529, on trouve la mention de ravages causés par les Frexes en lien avec les événements de la conquête des Aurès et de la Tripolitaine par les Berbères dits "Maures". Durant l'année 530, les Frexes et leurs tribus affiliées infligent une défaite décisive aux forces du roi vandale Hildéric commandées par son neveu Hildimer rendu célèbre de base comme étant un chef militaire de qualité, surnommé « Achille des Vandales ». Ce dernier tombera en disgrâce à la suite de sa défaite étant utilisé comme prétexte pour un remplacement de souverains de Hildéric son oncle par Gélimer un cousin éloigné soutenu par l'aristocratie vandale. Cet événement sera grandement en partie responsable de la venue des Byzantins en quête d'anciens territoires romains perdus avec la chute de l'Empire d'Occident mais aussi pour venger l'affront que les Vandales ont faits aux Romains chrétiens de l'Occident et cela mènera à une alliance des Frexes eux aussi en conflit contre les Vandales avec Bélisaire pour détruire les autorités vandales en Afrique du Nord,,.
En 543, le gouverneur militaire d'Afrique, Solomon successeur de Bélisaire en Afrique, fait exécuter un frère d'Antalas Guarizila. Vers le milieu de 544, les Laguatans, tribu venant de Tripolitaine, se soulèvent. Antalas et sa tribu font jonction avec ces derniers.
En 544, les Frexes et les Laguatans battent les troupes byzantines lors de la bataille de Cillium. Solomon est tué au combat.
Les Frexes sont peut-être à rapprocher des Phrētes mentionnés par le grammairien Hérodien au IIIe siècle, considérés même encore plus anciens, associés souvent aux Afer, potentiellement expliquant pourquoi les Fraichiches considérés descendants des Frexes, étant de la même ethnie et région, sont aussi appelés Fer-chich en lien peut-être avec A-Fer (aussi Afri, Afrion et Ifri au pluriel berbère), la tribu qui donnera son nom à l'Afrique.
En été 547, après la défaite des Berbères insurgés à Sufetula, les forces berbères prirent leur revanche lors de la bataille de Marta (Mareth). Une re-migration des tribus libyennes eut lieu, modifiant la direction du commandement avec Ierna à Carcasan, et ils se préparèrent à rejoindre Antalas, le chef suprême de la coalition berbère insurgé au sud et au centre de la Tunisie. L’objectif était de contre-attaquer vers le nord, et leur action fut couronnée de succès : ils vainquirent Jean Troglita, le général byzantin, qui fut contraint de se réfugier à Laribus et attaquèrent jusqu'au moins Carthage. Dans un dernier effort, il fit appel à une armée importante composée de Berbères soumis à l’autorité byzantine, tels que les Ifisdaias, Cutzinas, Iaudas et Bezina. Ces troupes se mirent en route pour rétablir l'ordre romain et écraser la rébellion.
La confrontation culmina à la bataille des Champs de Caton en 548, où les insurgés furent défaits et l'ordre romain rétabli en Afrique. Après cette défaite, les Frexes (ou Frechiches) disparaissent des sources romaines pendant plusieurs siècles, jusqu'à leur réapparition à l’époque moderne sous le nom de Fraichiches. Bien que l'on puisse être sceptique sur la filiation directe entre les Frexes et les Fraichiches à travers 15 siècles, cette continuité est comparable à d’autres cas historiques, comme celui des Kutamas et des Ourazla, dont les tribus ont également maintenu une forte identité au fil du temps.
Vers 646-647, les Frexes furent les plus grands soutiens de Grégoire le Patrice, Exarque d'Afrique qui se proclama empereur a Sufetula lieu de la bataille entre Antalas et Jean Troglita en hiver 547 dans sa rébellion contre l'Empire Byzantin,.
Leur nom présente une proximité frappante avec celui des Fraichiches, et leur situation géographique semble corroborer cette conjoncture. En effet, il s’agit d’une confédération tribale occupant la frontière algéro-tunisienne actuelle, dans l’ancien territoire de la Byzacène. Cette tribu a constitué une entité politique, qualifiée plus tard de caïdat, fixée dans la région des moyennes montagnes s’étendant de Thala à Fériana (du nord au sud) et de Tebessa à Sbeïtla (d’ouest en est). Cette localisation correspond exactement au "royaume de la Dorsale" décrit par Courtois, bien que dans un périmètre légèrement élargi par rapport aux Frexes de l’époque vandale et byzantine.
La similitude géographique, nominale, ethnique (berbère) ainsi que leurs actions politiques et militaires semblent indiquer une continuité historique. Cette tribu, islamisée et progressivement arabisée depuis l'époque médiévale, s’est transformée en une confédération tribale sous l’Empire ottoman, composée de trois grandes branches : les Ouled Ali, situés au nord dans la région de Thala ; les Ouled Néji, au centre dans la région de Foussana ; et les Ouled Ouezzez, au sud dans la région de Fériana.
Leurs activités politico-militaires témoignent de cette continuité. Elles se manifestèrent lors des révoltes contre la Mejba en 1864, ainsi que lors de leur opposition à l’occupation française en 1906, démontrant ainsi la résilience de cette confédération tribale qui a su évoluer et perdurer pendant près de 1 500 ans d’histoire régionale.
La confirmation de la présence des Frexes dans la région des Fraichiches est attestée par plusieurs batailles importantes, notamment celles de Theveste (Tébessa), de Cilium (Kasserine) et de Sufetula (Sbeitla) durant l'hiver 546-547. Lorsque Jean Troglita, le général byzantin, se dirige vers Antalas, il est décrit en route vers "son domaine", ce qui fait référence à la région de Sbeitla, un territoire alors contrôlé par les Fraichiches, une tribu influente de la région.
Cela établit un rapprochement significatif entre les deux tribus et leurs implications géographiques et historiques. Les Fraichiches se trouvent en effet dans une zone de domination qui correspond à la région des anciennes luttes entre l'Empire byzantin et les insurgés berbères. On peut observer un parallèle entre cette confrontation et les confrontations ultérieures entre deux empires de taille similaire, l'Empire Byzantin et l'Empire Ottoman, dont les centres de pouvoir se sont également concentrés autour de deux grandes capitales : Constantinople (aujourd’hui Istanbul) et Tunis, respectivement.
De plus, le fait que Carthage soit progressivement absorbée dans l'expansion de la ville de Tunis, faisant de ces deux anciennes entités urbaines presque une seule et même ville, peut être vu comme un autre parallèle : à l'époque antique, Carthage représentait le cœur du pouvoir punique, et elle a été remplacée dans un sens par Tunis dans le contexte Musulman notamment Almohade (Muminide et Hafside) et Ottoman (Mouradites, Husseinites), tout comme dans le contexte byzantin. Ainsi, les Fraichiches se trouvent à la croisée de ces dynamiques historiques complexes, s'inscrivant dans un espace géographique et politique qui a traversé plusieurs siècles de domination impériale.

## Les Frexes dans l’œuvre de Corippe Johannides
Les Frexes furent la première tribu berbère mentionnée par Corippe dans les chants de Johannides, exactement dans le chant II :
«Le premier, Antalas, prince des Maures, autrefois soumis aux empereurs romains, agréable aux gouverneurs, fidèle aux généraux, commença la guerre, poussé par la mort de son frère. Engageant au combat son bras inflexible, il le dressa en un grondement furieux par lequel, tout agité, il poussa les tribus cuirassées d’airain vers les dépouilles promises par la guerre. Ayant [jadis] accepté la paix, il avait été fidèle à l’intérieur des frontières de la Libye, et il avait passé [ainsi] dix années complètes. Hélas ! Quelle guerre le manque de discernement d’un chef ignorant (Salomon, Préfet d'Afrique) déclencha en faisant renaître des flammes éteintes ! La fureur jeta alors les semences d’un combat incertain. La colère apporta une accusation de grande perfidie ou plutôt les germes de la mort. Antalas, soudain plus ardent, mit en mouvement les tribus libyennes aigries et bouleversa le monde entier par ses massacres. Les Frexes aux rangs très serrés, dont les escadrons sont issus du même sang que lui, l’accompagnent et, la tête gonflée d’orgueil, acclament leur souverain. C’est une tribu courageuse, aux hommes endurcis, et sauvage dans la mêlée des combats, soit que, en plaine, elle avance à pied, présomptueuse, à travers les ennemis, soit qu’elle presse de ses éperons les flancs de chevaux frémissants,».